# Tomáš Vaclík
Tomáš Vaclík (ur. 29 marca 1989 w Ostrawie) – czeski piłkarz grający na pozycji bramkarza w hiszpańskim klubie Albacete oraz w reprezentacji Czech. Uczestnik Mistrzostw Europy 2020 i 2016.

## Sukcesy

### Sevilla
- Liga Europy: 2019/20

### FC Basel
- Mistrzostwo Szwajcarii: 2014/2015, 2015/2016, 2016/2017
- Puchar Szwajcarii: 2016/2017

### Sparta Praga
- Puchar Czech: 2013/14

### Olympiakos SFP
- Mistrzostwo Grecji: 2021/22